# Новосёлки (Черниговская область)
Новосёлки (укр. Новосілки) — село в Репкинском районе Черниговской области Украины. Расположено на берегу реки Днепр. Население 113 человек. Занимает площадь 0,67 км².
Код КОАТУУ: 7424456403. Почтовый индекс: 15022. Телефонный код: +380 4641.

## Власть
Орган местного самоуправления — Радульский поселковый совет. Почтовый адрес: 15021, Черниговская область, Репкинский районн, пгт Радуль, ул. Черниговская, 1. Тел.: +380 (4641) 4-82-33; факс: 4-82-33.